# Zdzisław Podbielski

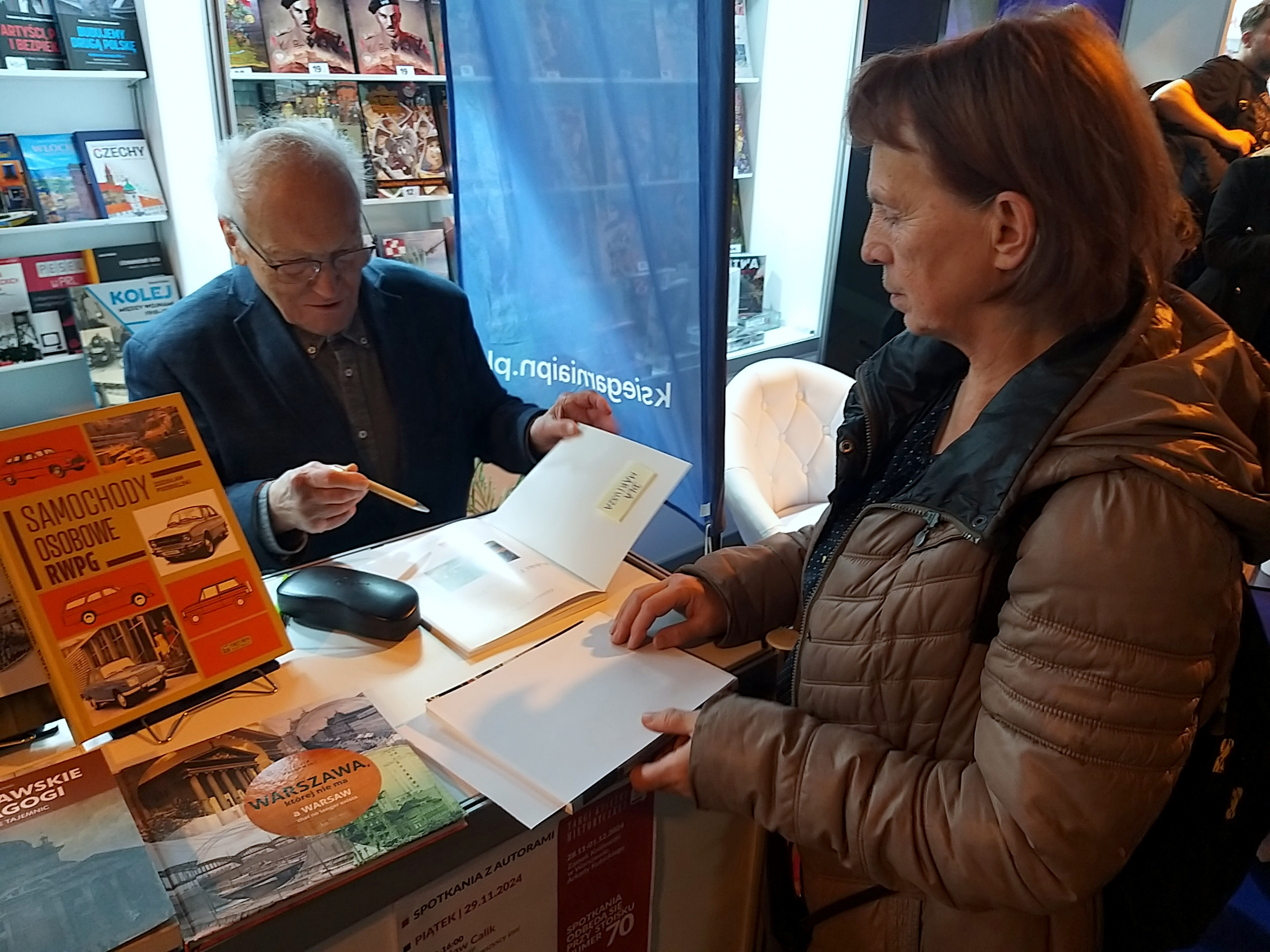
Zdzisław Podbielski podpisuje swoje książki podczas XXXII Targów Książki Historycznej w Warszawie (30 listopada 2024)

Zdzisław Podbielski (ur. 17 września 1938 w Lublinie) – polski dziennikarz, publicysta, inżynier badań pojazdów, autor książek i artykułów o tematyce motoryzacyjnej.

## Życiorys
Wieloletni pracownik warszawskiego Przemysłowego Instytutu Motoryzacji (PIMot., d. Biuro Konstrukcyjne Przemysłu Motoryzacyjnego i Centralny Ośrodek Konstrukcyjno-Badawczy Przemysłu Motoryzacyjnego). Kierownik Sekcji Informacji Technicznej, inżynier badań pojazdów. Przeprowadzał badania statyczne i ruchowe licznych pojazdów osobowych, ciężarowych i autobusów polskiej oraz zagranicznej konstrukcji, w tym pojazdów oferowanych Polsce do zakupu licencji. Na okres wyboru licencjodawcy oddelegowany z PIMot. do pełnienia funkcji doradcy i asystenta dyrektora technicznego Zjednoczenia Przemysłu Motoryzacyjnego POLMO. Przeprowadzał kontrole jakości wyrobów w zakładach podległych zjednoczeniu i u kooperantów. Prowadził badania zagranicznych pojazdów celem dopuszczenia do sprzedaży na polskim rynku. W kolejnych latach zajmował się obsługą techniczną wyeksportowanych polskich pojazdów i weryfikacją kwalifikacji technicznych personelu delegowanego za granice do ich obsługi.
Działalność publicystyczną rozpoczął w połowie lat 60. XX wieku. Przez ponad 45 lat prowadził dział Poznajemy samochody w popularnonaukowym miesięczniku „Młody Technik”. Od 1968 współpracował również z czasopismami dla dzieci – „Płomykiem” i „Płomyczkiem”. W „Płomyczku” ukazywały się jego teksty pt. Ty i samochód dotyczące bezpieczeństwa na drodze ilustrowane przez Jerzego Flisaka, z wierszami Wandy Chotomskiej. Współpracował z redakcjami czasopism motoryzacyjnych, ogólnotechnicznych i dzienników, m.in.: „Motorem”, „Motoryzacją”, „Techniką Motoryzacyjną”, „Auto Światem”, „Przeglądem Technicznym”, „Gromadą – Rolnikiem Polskim”, „Rzeczpospolitą” i „Kurierem Lubelskim”.
Redaktor naczelny pism fachowych: „Informator techniczny Krajowej Izby Motoryzacji” i „Rzeczoznawca Samochodowy” – Stowarzyszenie Rzeczoznawców Techniki Samochodowej i Ruchu Drogowego. Uczestnik prezentacji krajowych i zagranicznych samochodów przewidzianych do wprowadzenia na polski rynek.
Napisał ok. 5 tys. artykułów o tematyce motoryzacyjnej, a także 30 książek dotyczących historii, budowy i obsługi samochodów, w tym serię Poznajemy samochody osobowe świata. Składała się ona z czterech pozycji: „Pojazdy francuskie”, „Pojazdy włoskie”, „Pojazdy Republiki Federalnej Niemiec” i „Pojazdy japońskie”. Każda z nich w pierwszym nakładzie była wydana w liczbie 100 tys. egzemplarzy. Wśród książek o historii polskiej motoryzacji znalazły się przedstawiające poszczególne fabryki samochodów oraz poświęcone wybranym modelom pojazdów, np. „Polski Fiat 126p, czyli Maluch”.

### Nagrody i wyróżnienia
Za zasługi w popularyzacji zagadnień motoryzacyjnych wśród młodzieży otrzymał w 1970 honorową odznakę redakcji „Młodego Technika” – Magnum Trophaeum. Wygrał czytelniczy konkurs na najlepszego autora tego miesięcznika. Kilka lat później otrzymał ponownie, tym razem złotą odznakę Magnum Trophaeum.
Za zasługi dla polskiego przemysłu maszynowego i polskiej kultury, a przez Polski Związek Motorowy i Auto Klub Dziennikarzy Polskich trzykrotnie (w 1988, 1995 i 2012) wyróżnienia indywidualne, nagroda „Złote Koło” za publikacje książkowe. W 1990 r. francuski magazyn „Auto Moto” zaliczył go do 150 znanych dziennikarzy motoryzacyjnych na świecie i włączył w skład jurorów konkursu na samochód stulecia. W 2013 r. Zarząd Auto Klubu Dziennikarzy Polskich przyznał mu „Złotą Odznakę Honorową”.

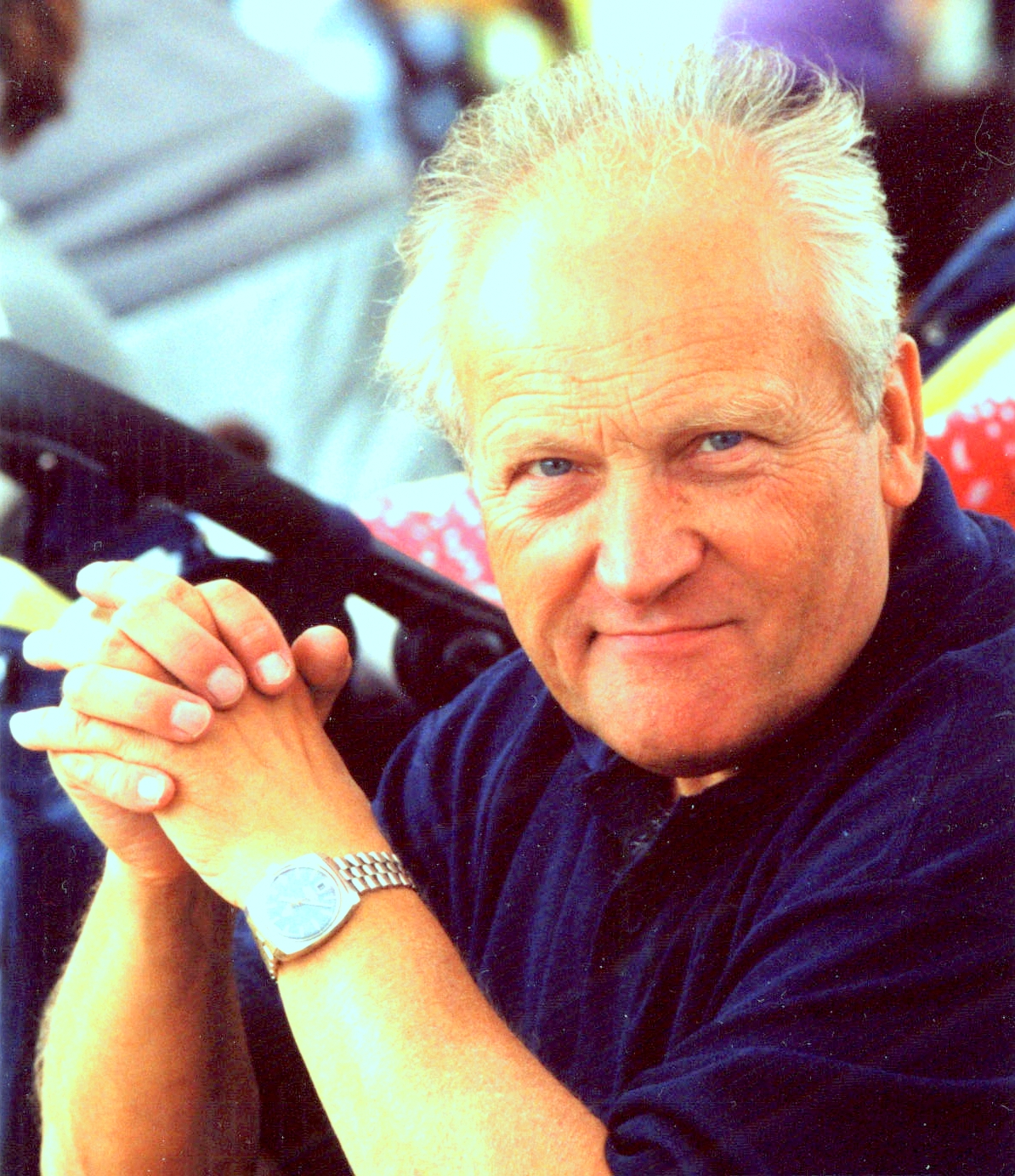
Zdzisław Podbielski (2000)

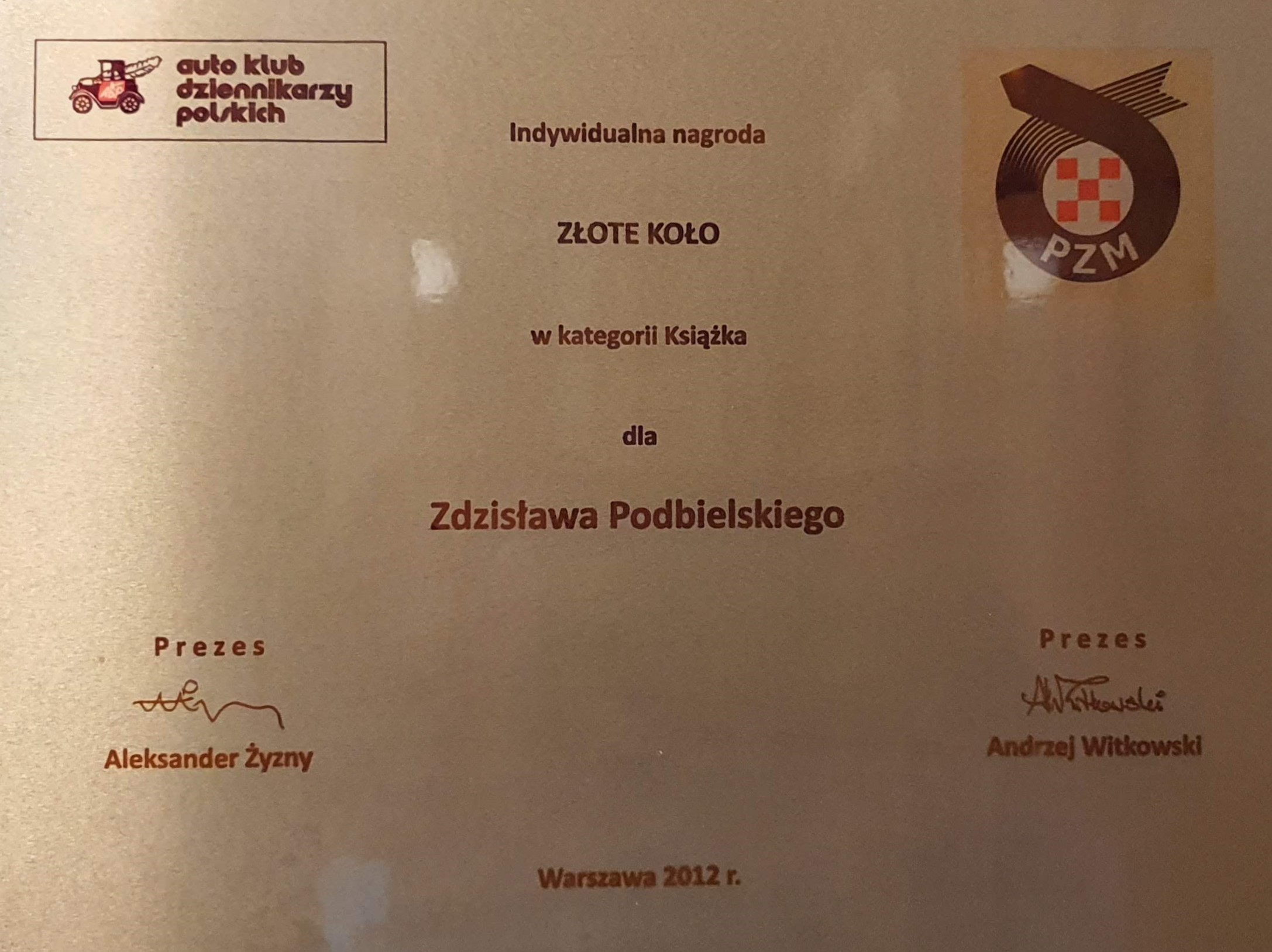
Nagroda Złote Koło w kategorii Książka dla Zdzisława Podbielskiego (2012)

## Książki i publikacje
- Słownik motoryzacyjny – znormalizowane pojęcia i określenia (współautor Hilary Wilczek). Wydawnictwa Normalizacyjne, Warszawa 1964[4].
- Samochody osobowe – marki i modele. Instytut Wydawniczy „Nasza Księgarnia”, Warszawa 1976[4].
- O samochodzie warto wiedzieć, Warszawa: "Nasza Księgarnia", Warszawa 1981, (ISBN 83-10-07903-6)[16].
- Polski przemysł motoryzacyjny (współautor Zdzisław Walentowicz), wydanie POL-MOT Spółka z o.o., Warszawa 1985.
- Poznajemy samochody osobowe świata. Pojazdy włoskie, Warszawa: Wydawnictwa Komunikacji i Łączności, Warszawa 1986, ISBN 83-206-0540-7[10].
- Poznajemy samochody osobowe świata. Pojazdy francuskie. Wydawnictwa Komunikacji i Łączności, Warszawa 1986 ISBN 83-206-0568-7[9].
- Poznajemy samochody osobowe świata. Pojazdy Republiki Federalnej Niemiec. Wydawnictwa Komunikacji i Łączności, Warszawa 1987 ISBN 83-206-0660-8[11].
- W fabryce samochodów. Instytut Wydawniczy „Nasza Księgarnia”, Warszawa 1987 ISBN 83-10-08628-8[17].
- Samochody ciężarowe specjalne i autobusy. Instytut Wydawniczy „Nasza Księgarnia”, Warszawa 1988 ISBN 83-10-08987-2[18].
- Poznajemy samochody osobowe świata. Pojazdy japońskie. Wydawnictwa Komunikacji i Łączności, Warszawa 1991 ISBN 83-206-0941-0[12].
- Wielka encyklopedia wytwórni samochodów A-D. Wydawnictwo PPUH, „ADI”, Łódź 1992 ISBN 83-900299-6-0[19].
- Zanim kupisz samochód. Wydawnictwo Motoryzacyjne „Klakson”, Łódź 1992 ISBN 83-900353-3-2[20].
- Łaziki. Historia i przegląd samochodów terenowych. Wydawnictwo AUTO, Warszawa 1994 ISBN 83-85243-26-7[21].
- Wielka encyklopedia wytwórni samochodów E-K. Wydawnictwo ADI-CAR, Łódź 1995 ISBN 83-85815-05-8
- Suzuki Maruti 800, Alto 800 MPI. Wydawnictwa Komunikacji i Łączności, Warszawa 1997 ISBN 83-206-1206-3[22].
- Katalog części zamiennych FSO Syrena 104. Powstanie i rozwój konstrukcji samochodu Syrena. Wydawca: ZP Grupa Sp. z o.o. Piekary Śląskie 2009 ISBN 978-83-61529-43-9[23].
- Polski Fiat 125p/FSO 125p. ZP Grupa Sp. z o.o., Warszawa 2009 ISBN 978-83-61529-15-6[24].
- Samochody osobowo-terenowe. Wydawnictwo AUTO, Warszawa 2010 ISBN 978-83-88986-02-4[25].
- Polski Fiat 126p, czyli Maluch. Wydawnictwo ZP, Warszawa 2011 ISBN 978-83-61529-93-4[13].
- Najsłynniejsze marki samochodów. Księży Młyn Dom Wydawniczy, Łódź 2012 ISBN 978-83-7729-093-4[26].
- Katalog części zamiennych FSO Warszawa 204/204P. Powstanie i rozwój konstrukcji samochodów Warszawa. Wydawnictwo ZP, Warszawa 2012 ISBN 978-83-63324-07-0[27].
- Samochody osobowe krajów socjalistycznych. Wydawnictwa Komunikacji i Łączności, Warszawa 2013 ISBN 978-83-206-1915-7[28].
- 100 najpopularniejszych samochodów jeżdżących po polskich drogach. Unitas Wydawnictwo, Siedlce 2014 ISBN 978-83-61071-63-1[29].
- Polskie fabryki samochodów 1946-1989. Księży Młyn Dom Wydawniczy, Łódź 2016 (ISBN 978-83-7729-277-8)[30].
- Legendy polskiej motoryzacji (współautor – praca zbiorowa). Singer Axel Springer Polska Sp. z o.o., Warszawa 2017 ISBN 978-83-8091-470-4
- Marki współczesnych samochodów osobowych. Leksykon. Wydawnictwa Komunikacji i Łączności, sp. z o.o., Warszawa 2018 ISBN 978-83-206-2003-0[31].
- Małe wielkie auta. Księży Młyn Dom Wydawniczy, Łódź 2019 ISBN 978-83-7729-423-9[32].
- Pierwsze były Stary – Historia produkcji pojazdów w Polsce Ludowej. Agencja Wydawnicza CB, Warszawa 2020 ISBN 978-83-7339-252-6[33].
- Samochody użytkowe RWPG. Księży Młyn Dom Wydawniczy, Łódź 2023 (ISBN 978-83-7729-715-5)[34].
- Samochody osobowe RWPG.  Księży Młyn Dom Wydawniczy, Łódź 2024 (ISBN 978-83-7729-785-8)[35].